# Эдо (язык)

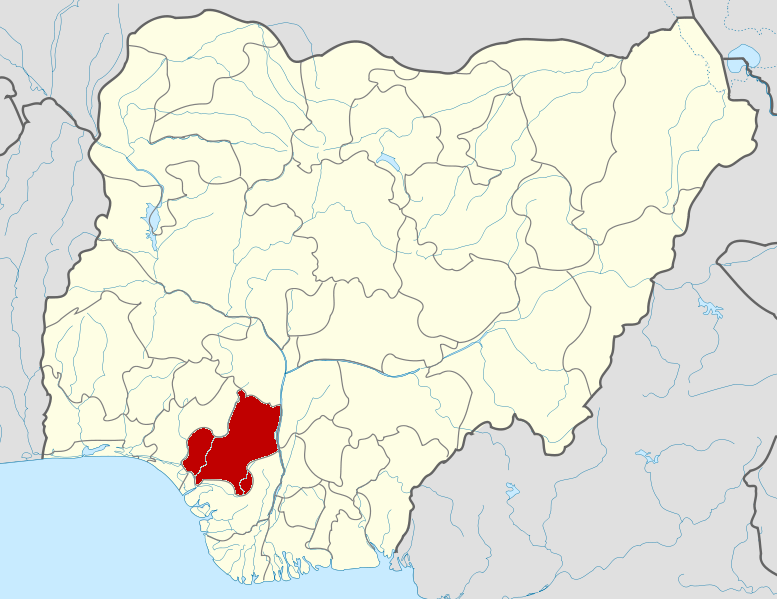
Штат Эдо

Эдо, бини (Ẹ̀dó) — язык народа бини, один из языков Нигерии, распространён в штате Эдо, относится к тональным изолирующим языкам, слова грамматически не оформлены, грамматические значения выражаются в основном лексически и синтаксически (порядком слов).

## Алфавит
Алфавит на основе паннигерийского алфавита :
A B D E Ẹ F G Gb Gh H I K Kh Kp L M Mw N O Ọ P R Rh Rr S T U V Vb W Y Z
Также в языке есть 8 монофтонгов: gb, gh, kh, kp, mw, rh, rr и vb.
Заметки
- Перед носовыми согласными b и p = [m], d, l и t = [n], g и k = [ŋ], gb и kp = [ŋ͡m], w = [ŋʷ], y = [ɲ].
- Долгие гласные обозначаются на письме как удвоенные.
- Носовые гласные обозначаются путём добавления n после неё или носовой согласный перед ними.
- Низкий тон на письме обозначается грависом (à), высокий тон — акутом (á), а нисходящий тон — циркумфлексом (â). Средний тон на письме не обозначается.